# Hachijō-jima
Hachijō-jima (japanisch 八丈島) ist eine vulkanische Insel im Pazifischen Ozean. Sie gehört geographisch zu den Izu-Inseln und administrativ zur Stadt Hachijō der Präfektur Tokio.
Im Strafrecht des Tokugawa-Shogunats diente die Insel als Verbannungsort für Straftäter aus Ostjapan, d. h. der Provinz Mino und östlich davon.

## Geographie

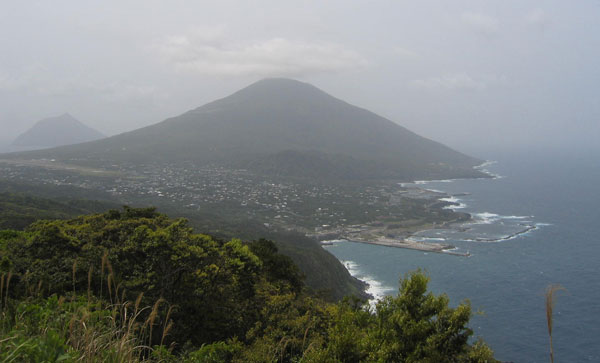
Der Berg Nishiyama (Hachijō-Fuji)

Die 69,09 km² große Insel Hachijō-jima liegt im Pazifischen Ozean südlich der Sagami-Bucht und der Izu-Halbinsel.
7,5 km westlich befindet sich die 3,08 km² große Insel Hachijō-kojima (八丈小島, dt. „kleine Hachijō-Insel“). Zur Unterscheidung von dieser wird Hachijō-jima daher auch als Hachijō-honjima (八丈本島, dt. „Hachijō-Hauptinsel“) oder Hachijō-ōshima (八丈大島, dt. „große Hachijō-Insel“) bezeichnet.
Die Insel besteht aus zwei Vulkankegeln, dem 854,3 m hohen Nishiyama (西山, „Westberg“), der aufgrund seiner gleichmäßigen Kegelform auch Hachijō-Fuji (八丈富士) genannt wird, im Nordwesten und dem 700,9 m hohen Higashiyama (東山, „Ostberg“) bzw. Mihara-yama (三原山) im Südosten.
Die 6977 Einwohner (Stand: 1. März 2021) der gleichnamigen Gemeinde leben größtenteils in der Ebene zwischen beiden Vulkankegeln.

## Fauna und Flora
Hachijō-jima liegt als Teil der Inselgruppe im Fuji-Hakone-Izu-Nationalpark.

## Sprache
Auf Hachijō-jima wurde der Hachijō-Dialekt gesprochen, der viele archaische Formen der östlichen Dialekte des Altjapanischen bewahrt hat. Ältere Einwohner besitzen jedoch nur noch ein passives Verständnis und jüngere gar keines.

## Wirtschaft
Die Insel lebt vom Tourismus, Fischfang und Gartenbau. Die örtliche gelbgetönte Seidenproduktion, bekannt als „Kihachijō“ (黄八丈), ist als Immaterielles Kulturerbe registriert.